# Kaeson Trench
Kaeson Trench (* 16. Januar 2000 in Montreal) ist ein kanadisch-barbadischer Fußballspieler auf der Position eines Abwehrspielers. 2018 debütierte er in der A-Nationalmannschaft von Barbados, dem Geburtsland seiner Eltern.

## Vereinskarriere
Trench trat ab 2014 für die in Ontario ansässige GSSA Academy in Erscheinung. Diese vertrat er bis 2016 und tourte mit ihr unter anderem zweimal durch England, ehe er im Jahre 2016 in die Nachwuchsabteilung des barbadischen Erstligisten Notre Dame SC wechselte. Im Geburtsland seiner Eltern war er in weiterer Folge bis zum Frühjahr 2018 aktiv, ehe Trench von der Toronto FC Academy, der Akademie des Major-League-Soccer-Franchises Toronto FC, aufgenommen wurde. In dieser wurde er ab dem Spieljahr 2018 in der höchsten Jugendmannschaft, dem Toronto FC III, mit Spielbetrieb in der semiprofessionellen League1 Ontario eingesetzt.
Sein Debüt in der besagten dritten Herrenmannschaft des Toronto FC gab er am 29. April 2018 bei einem 1:1-Heimremis gegen den FC London, als von Beginn an und über die volle Spieldauer eingesetzt wurde. Nach einem weiteren 90-minütigen Einsatz eine Woche später kam er in zwei weiteren Meisterschaftsspielen im Mai und im Juli nur zu Kurzeinsätzen. In den fünf Ligaspielen des Toronto FC III im August 2018 war Trench in allen Partien über die volle Spieldauer im Einsatz. Sein letztes Meisterschaftsspiel im Spieljahr 2018 absolvierte er am 18. September bei einer deutlichen 0:6-Niederlage auswärts gegen den nunmehrigen Meister und Cupsieger Vaughan Azzurri. Zum Anfang Mai 2019 startenden Spieljahr 2019 wird Trench ebenfalls im Kader des Toronto FC III gelistet.
Im September 2020 wurde er als Neuzugang beim englischen Zehntligisten Cheadle Town mit Spielbetrieb in der North West Counties League vorgestellt.

## Nationalmannschaftskarriere
Für ein freundschaftliches Länderspiel gegen Belize am 3. Juni 2018 wurde Trench erstmals in die A-Nationalmannschaft von Barbados berufen. Zuvor war er noch in keiner Nachwuchsauswahl des kanadischen Fußballverbandes im Einsatz gewesen, spielte jedoch bereits für die barbadische U-17-Nationalauswahl, die er zeitweise als Mannschaftskapitän anführte. A-Nationaltrainer Collin Harewood setzte den 18-jährigen Innenverteidiger beim 0:0-Remis jedoch nicht ein, woraufhin Trench einige Monate auf seine nächste Einberufung warten musste. Im Zuge der Qualifikation zur CONCACAF Nations League 2019–21 holte ihn der nunmehrige Trainer Ahmed Mohamed für das Spiel gegen El Salvador (0:3-Niederlage) am 13. Oktober 2018 in die Startformation und ließ ihn über die gesamte Matchdauer in der Innenverteidigung zum Einsatz kommen.
Nachdem Trench Anfang November 2018 die barbadische U-20-Nationalmannschaft als Mannschaftskapitän durch die CONCACAF U-20-Meisterschaft 2018 geführt hatte und bei den drei Niederlagen und dem einzigen Remis jeweils über die volle Spieldauer am Rasen war, folgte für ihn eine neuerliche Einberufung in die A-Nationalmannschaft von Barbados. Beim 3:0-Erfolg in der Qualifikation zur CONCACAF Nations League 2019–21 gegen die Amerikanischen Jungferninseln war er abermals über die gesamten 90 Minuten auf dem Spielfeld. In den nachfolgenden Freundschaftsspielen wurde der gebürtige Kanadier nicht berücksichtigt, kam aber im letzten Qualifikationsspiel, einer knappen 0:1-Niederlage gegen Nicaragua, ein weiteres Mal über die gesamte Spieldauer zum Einsatz. Am Ende reichte es für Barbados nicht für eine Teilnahme an besagtem Turnier.